# 杉山裕右
杉山 裕右（すぎやま ゆうすけ、1988年8月24日 - ）は、東京都出身 の俳優。日本大学生産工学部卒業。スカイコーポレーションに所属していた。
身長171cm。血液型B型。趣味はハイキング、ウォーキング、ブレイクダンス。特技はヌンチャク、殺陣、アクション、野球、極真空手。資格、二等無人航空機操縦士（ドローン操縦）、行政書士。
豊臣家の直参家臣「片桐且元」の子孫。
2015年、第88回キネマ旬報ベスト・テン新人男優賞にノミネート。

## 出演作品

### 映画
- ブラック・エンジェルズ（2011年）- ボディーガード 役
- 戦争と一人の女（2013年）- 片足のない兵士 役
- あいときぼうのまち（2013年）- 草野英雄 役
- 歌舞伎町はいすくーる（2014年）- ゼルダ星人 役
- サクラサク（2014年）
- おもいでレストラン（2015年）-　銀行員 役
- おかあさんの木（2015年）- 警官 役
- 信長協奏曲（2016年）- 明智家重臣 役
- HK変態仮面 アブノーマル・クライシス（2016年）
- 嫌な女（2016年）- 田中 役
- 真田十勇士（2016年）
- シン・ゴジラ（2016年）- 避難誘導をする救急隊員 役
- 土竜の唄 香港狂騒曲（2016年）
- 無限の住人（2017年）
- 追憶（2017年）- 刑事 役
- ゲームマスター（2017年） - 主演 鈴木高道 役
- HONEY SCOOPERシリーズ（2018年）
  - HONEY SCOOPER《EPISODE:01》 - 倉田勇哉 役
  - HONEY SCOOPER《EPISODE:02》DRAGON PRINCESS -龍帝外伝- - 倉田勇哉 役
  - HONEY SCOOPER《EPISODE:03》DRAGON QUEEN -龍帝外伝- - 倉田勇哉 役
  - HONEY SCOOPER《EPISODE:04》ASSASSIN MASTER -龍帝外伝-（2019年） - 倉田勇哉 役
- 可愛い悪魔（2018年） - 法月守 役
- 散り椿（2018年）- 門下生 役
- ザ・ファブル（2019年）
- お口の濃い人（2019年）- 杉山 役
- OUT ZONE（2019年） - 香川祐介 役
- カツベン!（2019年）- 巌鉄 役
- 10万分の1（2020年）- 鏡道 役

### テレビドラマ
- 上地雄輔ひまわり物語〜家族・親友・彼女…誰も知らない素顔初公開!（2009年） - 沢松 役
- 独身貴族 第7・9・11話（2013年）
- ミス・パイロット 第7話（2013年）
- ウルトラマンギンガ 第4話（2013年）- カメラマン助手 役
- 福家警部補の挨拶 第2話（2014年）- マネージャー 役
- S -最後の警官- 第6・7話（2014年）
- 最高の離婚Special 2014（2014年）
- ビター・ブラッド〜最悪で最強の親子刑事〜（2014年）- 刑事 役※準レギュラー[2]
- 軍師官兵衛 第25・27話（2014年）
- 信長協奏曲（2014年） - 家臣 役 ※レギュラー[5]
- 警部補・杉山真太郎〜吉祥寺署事件ファイル 第1話 - 警察官 役（2015年）
- ドクターX〜外科医・大門未知子〜（2016年）- 外科医師役 ※レギュラー[5]
- 連続ドラマW「北斗 -ある殺人者の回心-」（2017年、WOWOW）第2話 - 下田 役
- おんな城主 直虎 - 雲水 役（2017年）
- アイドル×戦士ミラクルちゅーんず!（2017年）- AD 役
- 霊魔の街  第2話（2017年、新潟テレビ21）- 矢代優馬 役
- やれたかも委員会-太陽の塔 編-（2018年）- 婚約者 役
- 魔法×戦士 マジマジョピュアーズ!（2018年）- ディレクター 役
- NHKスペシャル 「シリーズ大江戸」（2018年）- 玉川清右衛門 役
- ひみつ×戦士 ファントミラージュ!（2019年）- ディレクター 役
- 誰かが、見ている-peep show- （2020年）- 勝田武尭 役
- carnival（2021年）- 主演 佐川一正 役

### テレビ番組
- カスペ! マジか！？（フジテレビ、2013年7月）
- イケメン美女と過ごす夜（日本テレビ、2014年4月）
- 恋愛総選挙（フジテレビ、2014年4月）

### 舞台
- オサエロ（2010年、アクアスタジオ）
- SAKURA（2010年、アクアスタジオ）
- GO,JET!GO!GO!ZERO（2010年、アクアスタジオ）
- 銀行強盗前夜〜THE STAGE〜（2011年、エアースタジオ）
- ロマンス（2011年、エアースタジオ）
- 流れる雲よ（2011年、新国立劇場 小劇場）
- 呑象DONSYO（2011年、一心寺シアター倶楽）

### CM
- アサヒスーパードライ（2009年）
- ソニー NEX-FS700J ショートフィルム「True Colors」

### PV
- Borderline Magician
- Samurai Film Fighting
- ZAQ Serendipity（2016年）

### ラジオ
- RADIO×SPIDER（2009年）

### スチール
- リクルート FOOMOO デジタルポスター

### 雑誌
- 世界のミリタリー・トイガン・カタログ2015

### Web
- Love CHU Chance
- キヤノン香港 Web CM